# الضالع
الضالع (به عربی: الضالع ) در یمن است که در استان الضالع است که بلندی آن از سطح دریا 1500 متر است.

## تاریخچه
ایت شهر زمانی پایتخت امیرنشین ضالع بوده‌است.

## بازرگانی
در گذشته جامعه یهودی این شهر مشغول به تولید کتان بوده‌اند.